# 托坎蒂诺波利斯
托坎蒂诺波利斯是巴西托坎廷斯州的一个市镇。总面积1077.066平方公里，总人口21334人，人口密度19.8人/平方公里。